# Peter Hankinson
Peter Hankinson (* 24. November 1967 in Edina, Minnesota) ist ein ehemaliger US-amerikanischer Eishockeyspieler, der während seiner aktiven Laufbahn unter anderem für die Moncton Hawks in der American Hockey League aktiv war.

## Karriere
Peter Hankinson begann seine aktive Laufbahn im Eishockeyteam der University of Minnesota, für die er von 1986 bis 1990 in der National Collegiate Athletic Association aktiv war und in insgesamt 176 Partien 182 Scorerpunkte für das Team erzielte. Während dieser Zeit wurde er beim NHL Supplemental Draft 1989 in der ersten Runde an insgesamt vierter Position von den Winnipeg Jets aus der National Hockey League ausgewählt. Hankinson absolvierte während seiner Laufbahn jedoch nie eine Partie für die Winnipeg Jets und in der National Hockey League.
Die Saison 1991/92 verbrachte der Angreifer bei den Moncton Hawks in der American Hockey League und verbuchte dabei in 51 Partien insgesamt 16 Punkte. In derselben Spielzeit stand er außerdem für die Fort Wayne Komets in der International Hockey League im Einsatz. Die darauffolgende Saison war Hankinson ausschließlich für die Komets in der IHL aktiv und erzielte in 82 Partien 67 Punkte. Auch die Saison 1993/94 verbrachte der Angreifer größtenteils bei den Fort Wayne Komets und absolvierte zudem 25 Partien für die San Diego Gulls, in denen ihm 14 Punkte gelangen. Danach beendete Hankinson seine aktive Laufbahn.